# Ortodonzia
L'ortodonzia è la disciplina odontoiatrica che si occupa dello studio, della diagnosi e della terapia della posizione anomala di uno o più elementi dentali, per il danno che questa alterazione porta sull'estetica del volto e sulle funzioni della respirazione, masticazione e fonazione. L'ortognatodonzia, più propriamente, è la disciplina medico-stomatologica che si occupa della correzione delle malformazioni dei mascellari (regione anatomica maxillo-mandibolare) e delle alterazioni della crescita e dello sviluppo degli stessi, al fine di determinare una correzione stabile della malocclusione esistente. La pratica ortodontica si avvale di: apparecchiature ortodontiche fisse e mobili, di terapie chirurgiche, di terapie biomeccaniche, del trattamento chirurgico-ortodontico dei denti inclusi e trasposti, dell'ortodonzia dell'adulto e pre-protesica, della contenzione.
Il professionista specializzato in questa disciplina è l'ortodontista.

## Obiettivi della Scuola di Specializzazione in Ortognatodonzia
Obiettivi formativi dello Specialista in Ortognatodonzia sono i seguenti:
- l’individuazione di percorsi diagnostici utili ad inquadrare i vari tipi di malocclusione, da quelli meramente dentali sino a quei quadri espressione di patologia malformativa generalizzata ereditaria o congenita;
- l’approfondita conoscenza della semeiotica ortognatodontica, avvalendosi anche di presidi clinici e strumentali;
- l’acquisizione di specifiche competenze sulla prevenzione, l’intercettamento e la correzione delle malocclusioni; nonché nel trattamento con successo delle disgnazie dentali e dento-scheletriche, sia nel soggetto in crescita che nell’adulto;
- perseguimento di una mirata preparazione nel trattamento delle malformazioni cranio-facciali e nella finalizzazione ortodontica di supporto alla chirurgia ortognatica;
- acquisizione di conoscenze sugli aspetti diagnostici nonché sulle soluzioni terapeutiche riferibili a problematiche intra ed extraarticolari dell’articolazione temporo-mandibolare, nonché sulle supponibili interconnessioni con varie patologie generali quali cefalee, squilibri posturali, patie muscolo-tensive, patologie miofasciali, asimmetrie etc.
- una corretta ed esaustiva conoscenza della diagnostica, clinica e strumentale, della fisiopatologia e degli aspetti terapeutici del distretto dento-maxillo-facciale;
- perseguimento di un approccio multidisciplinare tra l’ortognatodonzia e le varie discipline ricomprese nel settore scientifico-disciplinare in cui si integra la tipologia della Scuola di Specializzazione;
- il conseguimento delle conoscenze sulle implicazioni loco-regionali e sistemiche correlate al trattamento di pazienti affetti da malattie di altri sistemi ed organi

## Biomeccanica e movimenti alveolo dentari
- Forza: viene applicata per ottenere il risultato diagnosticato, è opportuno dosarla adeguatamente per evitare di causare errori che potrebbero risultare irreparabili. Quando si ha il tempo necessario è preferibile quindi applicare forze di poca intensità (spesso per ragioni di tempo si verifica il contrario).
- Pressione: essa viene esercitata sui tessuti orali mediante la suddetta componente (forza), alla quale è quindi strettamente collegata; il risultato è dato dal riassorbimento del tessuto alveolare e conseguente opposizione ossea (spostamento del dente nella direzione voluta).
- Ancoraggio: è la resistenza opposta alle forze dinamiche orizzontali, interessa un buon numero di denti in quanto gli elementi di ancoraggio devono sempre essere di gran lunga superiori agli elementi sotto pressione (rapporto minimo di 2 a 1 ma all'atto pratico questo difficilmente si verifica).
- Ritenzione: è la resistenza opposta alle forze dinamiche verticali; essa si avvale in particolar modo dei sottosquadri, soprattutto quelli prossimali.

## Le tre classi dentali
La cura delle dismorfosi facciali ha radici molto antiche, basti pensare al tentativo di correggere la ipermandibulia (III Classe scheletrica) della famiglia regnante degli Asburgo. Ma è solo agli inizi del Novecento che negli USA si classifica il problema con senso critico e scientifico; infatti è con Edward Angle, 
che, in base alla posizione relativa dei primi molari permanenti (superiori e inferiori), si distinguono le malocclusioni in tre classi.
- La I Classe dentale è la più rappresentata nella popolazione nord-europea: il molare superiore (cuspide mesio-vestibolare) occlude nel solco tra la cuspide mesiale e centrale del primo molare inferiore > il canino superiore si incastra dal lato vestibolare tra canino e premolare inferiore.
- La II Classe dentale è la più rappresentata nella popolazione indoeuropea dove il baricentro del corpo sta davanti e la mandibola cresce e si sviluppa in posizione distale rispetto al cranio> pertanto il molare superiore (cuspide mesio-vestibolare) si incastra tra le creste marginali di secondo premolare e primo molare inferiore.
- La III Classe dentale (Asburgo) si riscontra prevalentemente nei gruppi umani di origini asiatiche con diverse tipologie e sono associazioni di ipersviluppo mandibolare e iposviluppo mascellare con varie gradazioni di crescita: il molare superiore (cuspide mesio-vestibolare) occlude dopo il solco distale del molare inferiore.

A livello di pratica ortodontica la distinzione tra prima e seconda classe dentale viene spesso misconosciuta, nel momento in cui, ricercando l'inclinazione labio-linguale delle corone dei denti in applicazione di teorie sulle cosiddette chiavi occlusali (in particolare la II chiave), si finisce con il creare perdite di carico nei canini e nei premolari limitando i punti di contatto dei denti mascellari unicamente a quelli con il loro omologo mandibolare, in tal modo viene persa la caratteristica disposizione "embricata" tra denti mascellari e mandibolari tipica della prima classe occlusale.
Questa è solo una classificazione clinica, ma esistono miliardi di possibili variazioni nella popolazione mondiale.

## Componenti della pratica ortodontica
- Modelli ortodontici: ne vengono sviluppati almeno un paio (costruzione e controllo) e possono essere conservati in apposite scatole per rappresentare i diversi stadi in trattamenti ortodontici di una certa durata.
- Ritentori: sono quei tipi di ganci che di solito in ortodonzia hanno il compito di tenere ancorata la placchetta in resina.